# Bitwa pod Kliszowem
Bitwa pod Kliszowem – starcie zbrojne, które miało miejsce 19 lipca 1702 roku, w czasie III wojny północnej i zostało stoczone przez armię szwedzką króla Karola XII i wojska saskie Augusta II oraz wojska polskie pod dowództwem hetmana wielkiego koronnego Hieronima Augustyna Lubomirskiego.
Podczas bitwy miały miejsce dwie nieudane szarże husarii. Przyjmuje się, że było to ostatnie wykorzystanie tej formacji w konflikcie zbrojnym. 

## Bezpośrednia przyczyna starcia
23 maja 1702 roku do Warszawy, opuszczonej przez króla polskiego Augusta II wkroczyły wojska szwedzkie pod dowództwem Karola XII. Król szwedzki zażądał detronizacji Augusta II. Wobec przeciągających się negocjacji, niedających widoków na rozstrzygnięcie na drodze dyplomatycznej, król szwedzki zdecydował się na rozstrzygnięcie militarne. W tym celu wydał rozkazy wymarszu w kierunku Krakowa, gdzie przebywał August II wraz ze swoim wojskiem, składającym się głównie z kontyngentów saskich.
Wśród sił szwedzkich znalazły się m.in. pułki piechoty tj.: Kalmar regemente, Kronobergs regemente i Västmanlands regemente.

## Bitwa
Augustowi II udało się zebrać pod Kliszowem około 16 tys. Sasów i 6500 żołnierzy koronnych pod dowództwem hetmana wielkiego koronnego Hieronima Lubomirskiego. 19 lipca około godziny 11.00 rozpoczęła się bitwa. Szwedzi uderzyli na prawe skrzydło Sasów, na styku z chorągwiami polskimi. O godzinie 13.00 do ataku ruszyła kawaleria saska pod dowództwem gen. Jakuba Henryka Flemminga. Po przełamaniu obrony kawalerii szwedzkiej atak jazdy saskiej załamał się w starciu z piechotą wroga. 
Po odparciu tego ataku Karol XII rzucił do ataku 2000 kawalerii. Szarża nie powiodła się, gdyż prowadzący ją książę Fryderyk IV Holstein-Gottorp został ciężko ranny w wyniku salwy nielicznej artylerii polskiej, dowodzonej przez Marcina Kątskiego. Około 13.30 hetman Lubomirski przystąpił do formowania kolumny uderzeniowej wojsk polskich. Do uderzenia wyznaczono cztery chorągwie husarskie i 6 pancernych, łącznie około 570–580 żołnierzy, a więc około 12% sił polskich. Chorągwie uszykowano w dwie linie: w pierwszej husarskie, w drugiej pancerne. Szerokość frontu wynosiła około 300 metrów.
Polska husaria nie zdołała przełamać szwedzkich kirasjerów. Ponowna szarża skierowana na piechotę również nie zdołała rozbić wroga (być może powodem było zastosowanie przeszkód terenowych, tzw. czośników. Aby to osiągnąć, hetman powinien wesprzeć atakujących resztą polskich chorągwi; zamiast tego nakazał wycofania polskich chorągwi z walki, co było jego osobistą zemstą na królu Auguście II. Ośmieleni wycofaniem się z walki Polaków Szwedzi uderzyli na kawalerię Flemminga. Pierwszy atak został odparty. Drugi wsparty piechotą był już bardziej udany. Szala zwycięstwa przechyliła się na stronę Szwedów. Sasi podjęli jeszcze jedną rozpaczliwą próbę kontrnatarcia, które jednak nie powiodło się. 
Około 16.30, przy dźwiękach muzyki wojskowej, zwycięski Karol XII wjechał do obozu saskiego. Bitwa była zakończona. Straty armii saskiej wynosiły około 2000 zabitych, 700 rannych i blisko 1000 wziętych do niewoli. Chorągwie polskie straciły około 80 poległych. Straty Szwedów wynosiły około 1000 zabitych i 900 rannych.

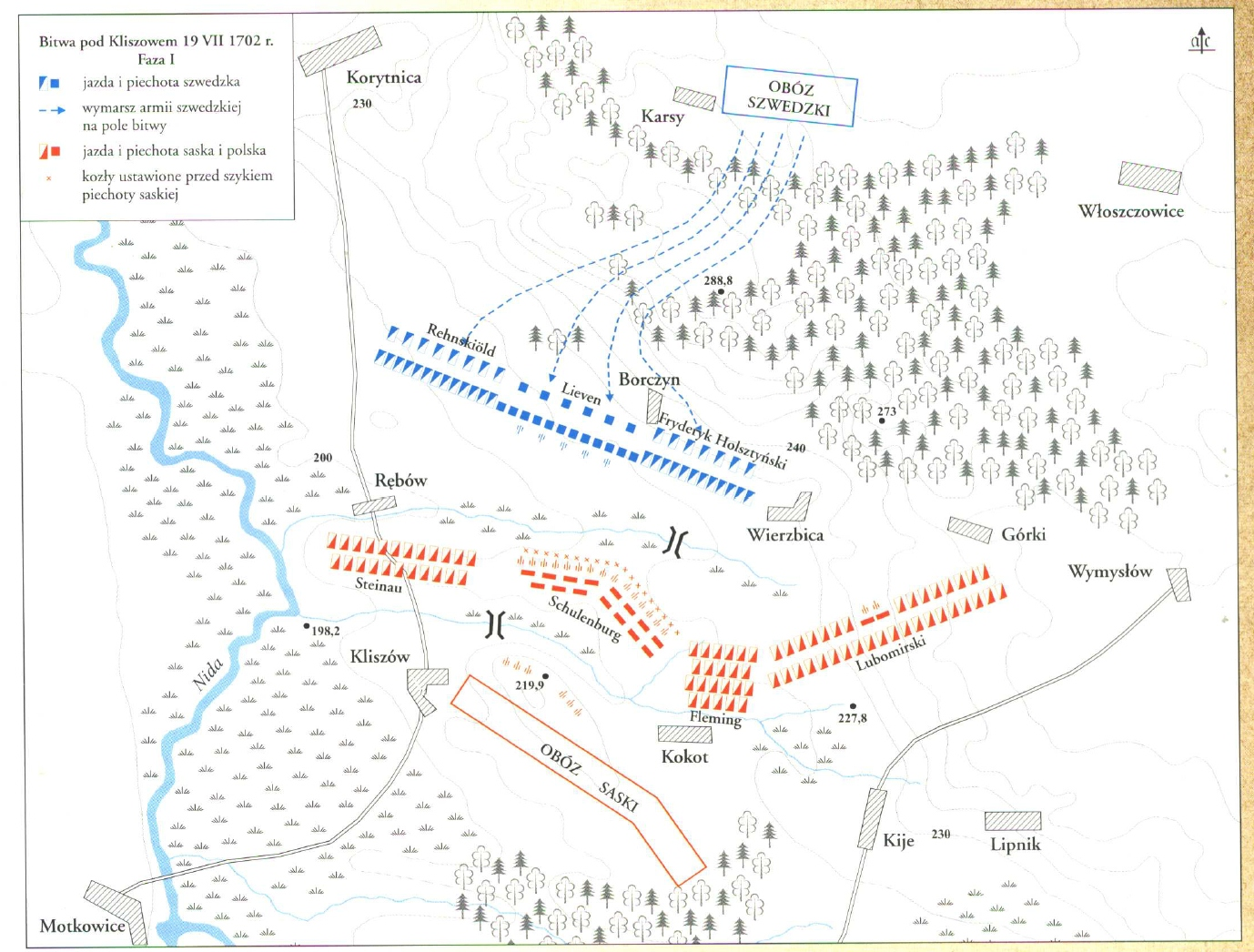
Faza I bitwy
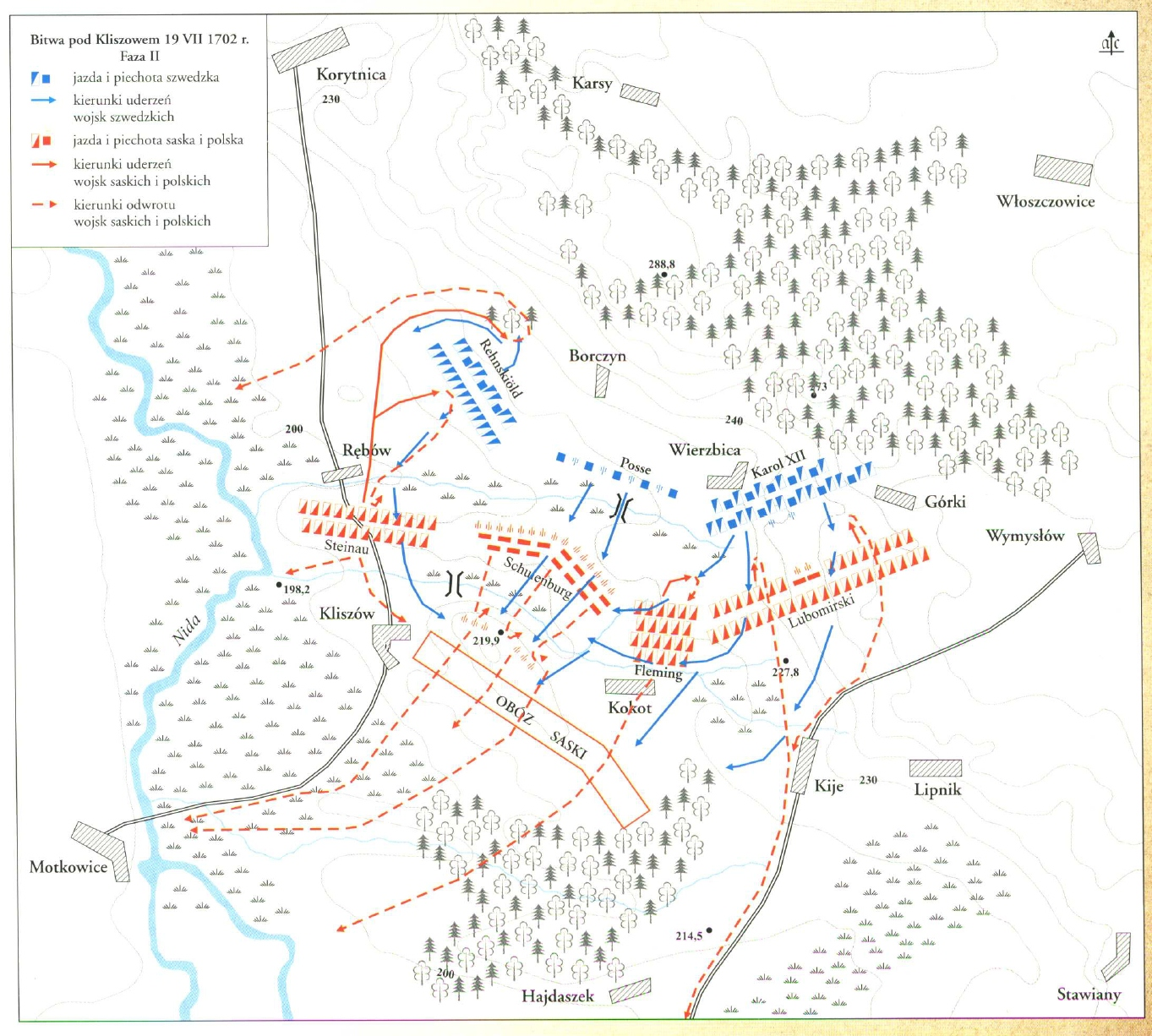
Faza II bitwy